# آرتور گرانت
آرتور گرانت (انگلیسی: Arthur Grant؛ ۱۹۱۵ – ۱۹۷۲) فیلم‌بردار اهل بریتانیا بود.

## فیلم‌شناسی
- گور لیژیا
- پارانویک
- شبح اپرا
- آدم‌برفی نفرت‌انگیز
- جادوگران
- ۸۰٬۰۰۰ مظنون
- بهشت همین نزدیکی‌هاست
- تاب‌آوردن شیطان